# Um eine Nasenlänge (film, 1949)
Pour plus de détails, voir Fiche technique et Distribution.
Um eine Nasenlänge (titre français : D'une longueur de nez) est un film allemand réalisé par E. W. Emo sorti en 1949.

## Synopsis
Le livreur de journaux Felix Rabe est un poisseux. Il se met toujours dans des situations pas possibles. Il rencontre son vieil ami et ancien collègue, le désormais célèbre cycliste Willy Lohmeyer. Lohmeyer vient de rentrer d'une tournée à l'étranger, et comme Felix et lui sont amis depuis de nombreuses années, il lui apporte un petit soutien financier.
Lorsque Felix rencontre la gentille Anni, elle le confondu avec Lohmeyer. Felix se sent flatté et ne fait rien pour dissiper l'erreur. Anni est également flattée qu'un homme aussi célèbre se soucie d'elle. Elle prétend qu'elle est une danseuse.
La course de six jours est imminente. Félix demande à Anni, qui aimerait lui rendre visite là-bas, de s'en abstenir. Il se justifie en prétextant que leur proximité le distrairait, que sa victoire serait mise en péril. Felix prend aussi des vacances supplémentaires pour passer son temps avec Willy dans la salle des six jours. Comme tout va bien, Felix devient arrogant le troisième jour et rend visite à Anni. Cela conduit à un incident, quand l'ancien compagnon d'Anni, Teddy, saisit l'occasion de voir Felix de plus près. La situation devient de plus en plus lourde. Quand Anni et Teddy apparaissent en personne dans la salle, il semble que le double jeu de Felix va enfin cesser. Une chute de son ami Lohmeyer lui donne un répit. Felix passe à une vitesse fulgurante, enfile le maillot de Willy sans se faire remarquer et n'oublie pas de mettre un bandage sur la tête, comme le vrai Willy.
Lorsque la cloche pour la dernière épreuve sonne, le manager de Lohmeyer, qui pense qu'il est Lohmeyer dans l'agitation, s'assure que Felix monte sur son vélo et le pousse même dans la course. Avec énormément de jubilation et de délire dans la salle, Felix parvient à faire les derniers tours et à gagner d'une longueur de nez. Le manager de Lohmeyer, qui a reconnu le potentiel de Felix, lui signe un contrat. Anni n'est pas non plus en colère contre lui et admet qu'elle a aussi un peu triché.

## Fiche technique
- Titre : Um eine Nasenlänge
- Réalisation : E. W. Emo assisté de Walter Boos
- Scénario : Bobby E. Lüthge (de), Willy Prager
- Musique : Willy Schmidt-Gentner
- Direction artistique : Hans Ledersteger (de), Ernst Richter (de)
- Photographie : Kurt Schulz
- Son : Erich Leistner
- Montage : Hilde E. Grabow
- Production : Kurt Ulrich
- Sociétés de production : Berolina
- Sociétés de distribution : Herzog-Filmverleih
- Pays d'origine :  Allemagne de l'Ouest
- Langue : allemand
- Format : noir et blanc - 1,37:1 - mono - 35 mm
- Genre : comédie
- Durée : 101 minutes
- Dates de sortie :
  - Allemagne : 25 octobre 1949
  - Autriche : 25 avril 1950
  - France : 31 octobre 1951[1]

## Distribution
- Theo Lingen : Felix Rabe.
- Rudolf Prack : Willy Lohmeyer.
- Sonja Ziemann : Anni Klingebiel.
- Hans Moser : Josef Eibetzeder, un manager.
- Ilse Petri (de) : Lilly Mertens, une danseuse.
- Kurt Seifert (de) : Teddy, un barbier.
- Trude Hesterberg : Therese, son épouse.
- Hans Richter : Sperling, un spectateur du vélodrome.
- Georg Thomalla : Max, un client du Kolibri-Bar.
- Martha Hübner : Mme Klingebeil, la portière.
- Liesl Karlstadt : Mme Schmidt, la kiosquière.
- Gerlach Fiedler (de) : le reporter sportif.
- Les coureurs cyclistes allemands : Rudi Mirke (de), Hans Preiskeit, Sepp Kohlbeck, Ludwig Hörmann, Hans Kaune, Fritz Anger (de), Georg Singer.
- Les coureurs cyclistes italiens : Severino Rigoni, Ferdinando Terruzzi.
- Les coureurs cyclistes néerlandais : Gerrit Boysen, Arie Vooren (nl).

## Production
Le film est un remake d'un film allemand du même nom sorti en 1931 réalisé par Johannes Guter avec les acteurs Fred Louis Lerch, Frida Richard, Fritz Alberti et Paul Kemp. Les protagonistes ont d'autres noms.
Le remake est tourné dans le studio de Göttingen, les prises de vue en extérieur prises à Göttingen et dans les environs. Pour les scènes qui se déroulent dans le vélodrome, le circuit de six jours de Munich conçu par l'architecte Clemens Schürmann est amené à l'endroit du tournage et reconstruit un peu raccourci pour le tournage. Herbert, le fils de Schürmann, qui a également construit des pistes cyclables, est chargé du projet.

## Source de la traduction
- (de) Cet article est partiellement ou en totalité issu de l’article de Wikipédia en allemand intitulé « Um eine Nasenlänge (1949) » (voir la liste des auteurs).